# Línea 500 (Tandil)
La línea 500, o Línea Amarillo (Tandil), pertenece al partido de Tandil, siendo operada por la Transporte 9 de Julio S.A.

## Recorrido
- Catamarca; Saenz Peña; Tucumán; Trabajadores Municipales; Beiró; Lavalle; Mosconi; Urquiza; Langueyú; Pasteur; Mosconi; Dinamarca; Dufau; Av. del Valle; Av. Colón - Av. Santamarina; Mitre; Rodríguez; Belgrano; Chacabuco - Guido; Fugl; Sandino; Larrea; J. Marti; Fugl; Tacuari; Gardel; Av. Brasil; Serrano; Hernández;

Fugl; Barrufaldi; Serrano - Chile; Richieri - 9 de Julio; Belgrano; 14 de Julio; Pinto; Irigoyen; Sarmiento; Av. Santamarina - Av. Colón; Av. del Valle; Sáenz Peña; Urquiza; Beretervide; Lavalle; Beiró - Trabajadores Municipales; Entre Ríos; Saenz Peña; Catamarca.
- ALARGUE A ROTONDA DEL LAGO DEL FUERTE

(Lunes a viernes: 08:00, 11 :00, 14:00, 18:00. / Sábado: 08:00, 11 :00, 14:00, 18:00.; Desde las 13:00 deberán realizar el alargue todas las unidades con pasajeros que lo soliciten. Domingo y feriados: Todos los servicios, de 07:00 a 22:00. (De recorrido habitual)) 
Chacabuco-Guido; Fugl; Av. Alvear; Saavedra Lamas; Rotonda; Saavedra Lamas; Av. Alvear; Fugl (Recorrido Habitual).
- RONDÍN - LAGO DEL FUERTE

(Temporada de Verano - Todos los días de 13:00 a 20:00)Cabecera: Guido y Fugl.
Av. Alvear; Saavedra Lamas; Zarini; López de Osornio; Azcuénaga; Larrea; Richieri; Chile; Guido; Fugl.